# Жак Верньє
Жак Верньє (фр. Jacques Vergnes, 21 липня 1948, Магалас — 28 червня 2025) — французький футболіст, що грав на позиції нападника. Відомий за виступами в низці французьких клубів, а також національну збірну Франції.

## Клубна кар'єра
У професійному футболі Жак Верньє дебютував 1966 року виступами за команду «Монпельє», в якій до 1968 року, взявши участь у 26 матчах чемпіонату, в яких забив 8 голів. Протягом 1968—1970 років футболіст грав у складі клубу «Ред Стар», де в 41 матчі відзначився 11 забитими голами.
У 1970 році Верньє перейшов до складу клубу «Нім-Олімпік», у якому грав до 1973 року. У складі команди нападник відзначався високою результативністю, забивши в 118 проведених матчах за клуб 71 гол. У 1974 році футболіст перейшов до команди «Бастія», де також відзначався високою результативністю, забивши в 46 проведених матчах 20 голів. У 1975—1976 роках Верньє грав у складі клубу «Реймс», у якому відзначився 11 забитими голами в 26 матчах.
У 1976 році нападник перейшов до клубу «Лаваль», де протягом сезону 1976—1977 років візначився 19 забитими голами в 36 матчах. У сезоні 1977—1978 років футболіст грав у складі клубу «Страсбур», де відзначився 12 голами в 37 проведених матчах. У сезоні 1978—1979 років Верньє грав у складі клубу «Бордо», де в 20 проведених матчах відзначився 8 забитими голами.
У 1979 роцівдруге в кар'єрі Жак Верньє став гравцем клубу «Монпельє». У складі «Монпельє» футболіст також відзначався високою результативністю, відзначившись 33 забитими голоами в 33 матчах за клуб. У сезоні 1980—1981 років Верньє став кращим бомбардиром Ліги 2. У 1982 році футболіст завершив виступи на футбольних полях.

## Виступи за збірну
У 1971 році Жак Верньє провів один товариський матч у складі національної збірної Франції, в якому забив один гол, після чого до збірної не залучався.